# Ålbæk Bugt
Ålbæk Bugt – zatoka Morza Bałtyckiego, położona w cieśninie Kattegat, u wybrzeży Danii, pomiędzy przylądkiem Grenen (na północy) a miejscowością Frederikshavn i archipelagiem Hirsholmene (na południu). Ma około 20 km szerokości i mniej niż 10 m głębokości. Nad zatoką położone są miejscowości Skagen, Albæk i Strandby. Wzdłuż wybrzeża zatoki ciągną się trzy równoległe piaszczyste rafy, z których ta najbardziej oddalona leży w odległości od 3 do 500 alenów od lądu i pokryta jest wodą o głębokości od 7 stóp (2,1 m) do 12 stóp (3,7 m). W zatoce znajdują się tzw. ławice ostryg przybrzeżnych, z których co roku wyławia się około 200 000 ostryg. Zatoka jest używana jako punkt przeładunkowy dla tankowców z ropą z Rosji. 